# Khamzat Tjimajev
Khamzat Tjimajev (tjetjensk: Хамзат Чимаев født 1. maj 1994 i Tjetjenien i Rusland), er en svensk-tjetjensk bryder og MMA-udøver, der konkurrerer i welterweight og middleweight divisionerne i UFC. Han bruger selv transskriptionen Khamzat Chimaev af sit navn. Han er stadig ubesejret. Til dato har han færdiggjort alle på nær en af sine modstandere i de professionelle kampe han har været i — 6 på knockout, 4 på submission — med en rekordliste på 11-0. Han havde ligeledes dominerende resultater i sin amatørkarriere, med en rekordliste på 3-0-record, hvor han færddigjorde alle sine modstandere.
Hans første kamp i UFC var den den 16. juli, 2020. Før han skrev under med UFC, havde han kæmpet på Skandinaviske og mellemøstlige events, herunder fire kampe i Brave CF.

## Baggrund
Chimaev startede som en bryder i en alder af fem år, og i sit hjemland Tjetjenien, Rusland, hvor han som en teenager var en del af juniorlandsholdet og vandt en bronzemedalje på junior niveau ved de russiske nationale mesterskaber. Han emigrerede til sit adoptivland Sverige i 2011, i en alder af 17 år.

## Brydning
I Sverige fortsatte han med at bryde, før han skiftede til MMA i 2017, efter at han startede med at træne i Allstar Training Center i Stockholm sammen med Alexander Gustafsson, Ilir Latifi, Reza Madadi blandt andre. Alexander Gustafsson, der er en af hans vigtigste træningspartnere, fortalte en svensk journalist, sy Chimaev var en af de bedste udøvere, han nogensinde havde trænet med, under en pressekonference i juni 2019. Før den er endelige overgang fra brydning til MMA, deltog Chimaev og vandt guld medaljen i de svenske nationale mesterskaber i freestyle brydning i 2018. Selv om han var begyndt at konkurrere i MMA på 170 lbs og 185 lbs, besluttede han sig for at kæmpe i -92 kg (202 lbs) vægtklassen for at få mere udfordring. Han udviste en dominerende præstation ved de nationale mesterskaber, uden at miste et enkelt punkt, vandt han de første tre kampe, alle med scoren 10-0, og finalen med scoren 7-0.
Han konkurrerede også i et par judo turneringer og i 4 combat sambo kampe.

## MMA-karriere

### Tidlig karriere
Fra september 2017 til april 2018, havde Chimaev tre amatør MMA kampe. Den første af dem var mod fremtidige IMMAF Verdensmester Khaled Laallam, som han besejrede via submission (d'arce choke) i anden runde. Han vandt sine to følgende amatørkampe, én på submission (guillotine choke) og én på teknisk knockout, og afsluttede sin amatørkarriere med en rekordliste på 3-0.
Chimaev blev professionel den 26. maj 2018 på International Ring Fight Arena 14, mod Gard Olve Sagen. Han vandt kampen på teknisk knockout i anden runde. Herefter kæmpede han mod Ole Magnor den 18. august, 2018 på Fight Club Rush 3. Chimaev vandt kampen på submission via rear-naked choke, sent i første runde.

### Brave CF
Efter at have kæmpet sine to første prossionelle kampe i Sverige, skrev Chimaev kontrakt med den mellemøstlige organisation Brave Combat Federation (Brave CF). Han var planlagt til at gøre sin debut mod Benjamin Bennett den 16. november, 2018 på Brave CF 18. Men Bennett trak sig fra kampen og blev erstattet afubesejrede (4-0) Marko Kisic. Chimaev slog sin modstander i gulvet af en lige venstre og vandt kampen via teknisk knockout i første runde.
Chimaev havde en hurtig tournaround i sin næste kamp, da han mødte Sidney Wheeler på kort varsel den 22. december, 2018 på Brave CF 20, hvor han erstattede en skadedt, Leon Aliu. Han vandt kampen via teknisk knockout, 35 sekunder inde i første runde.
Herefter kæmpede han mod Ikram Aliskerov den 19. april, 2019 på Brave CF 23. Dette var Chimaevs debutkamp i welterweight. Han vandt kampen via one-punch knockout, da han ramte med en uppercut, i første runde. Hans præstation gav ham Brave' s Knockout of the Night-bonuspris.
Hans fjerde Brave kamp var mod Mzwandile Hlongwa den 4. oktober, 2019 på Brave CF 27. Chimaev viste igen sin brydning, da han vandt kampen på submission via d'arce choke i anden runde.
Chimaev skulle have mødt mesteren Jarrah Al-Selawe om Brave welterweight mesterskabet den 18. april, 2020 på Brave CF 37, hvilket ville have været organisationens første arrangement i Chimaevs hjemby, Stockholm i Sverige. Men arrangementet blev udskudt på grund af COVID-19 pandemien og matchupet blev aflyst helt, da Chimaev i stedet skrev kontrakt med UFC.

### Ultimate Fighting Championship
Chimaev fik sin UFC-debut i en middleweight-kamp mod John Phillips, hvor han erstattede Dusko Todorovic, den 16. juli, 2020, på UFC on ESPN 13. Han vandt kampen via submission i anden runde. Denne sejr gav ham Performance of the Night-prisen.
Ti dage efter kampen mod Phillips, mødte Chimaev nykommeren Rhys McKee den 25. juli 2020 på UFC på ESPN 14. Chimaev vandt kampen med teknisk knockout i første runde. Han fik sin anden Performance of the Night bonuspris. Denne sejr var også en ny UFC rekord for hurtigste sejre i træk i moderne UFC historie (10 dage).
Den 6. september, 2020 blev det rapporteret, at Chimaev ville få endnu en hurtig kamp, da han blev booket til at møde Gerald Meerschaert den 19. september, 2020 på UFC Fight Night 178. Han vandt kampen mod Meerschaert via knockout efter blot 17 sekunder i første runde. Denne sejr gav ham hans tredje Performance of the Night bonuspris i træk. Dette har også givet ham en ny rekord, da det var den hurtigste tre kampes-sejrsrække i moderne UFC historie (66 dage).

## Træning
Chimaev træner Allstar Training Center i Stockholm i Sverige. Han flyttede dertil for at starte sin MMA karriere, efter tidligere at leve i en anden svensk by, Kalmar, hvor han trænede i den lokale brydeklub. I Allstar Training Center træner sammen med nuværende og tidligere UFC kæmpere, såsom Alexander Gustafsson, Ilir Latifi og Chimaevs hovedtræner Reza Madadi blandt andre. 

## Mesterskaber og præstationer

### MMA
- Ultimate Fighting Championship
  - Performance of the Night (Tre gange) vs. John Phillips[47], Rhys McKee[48] og Gerald Meerschaert[49]
  - Rekord for hurtigste sejre i træk i UFC's historie (10 dage)[50]
  - Rekord for hurtigste tre kæmpe sejrsstime i UFC's historie (66 dage)[51][52]

- Brave Combat Federation
  - Knockout of the Night (1 gang) vs. Ikram Aliskerov[53]
  - Ubesejret i Brave CF (4-0)[2][54]

- Nordisk MMA Awards - MMAviking.com
  - 2018 Prospect of the Year[55]

### Amatørbrydning
- Svenska Brottningsforbundet
  - 2018 Svenske Nationale Mesterskab, Freestyle  (-92 kg)[56]

## MMA-rekordliste

### MMA
| Resultat | Facit | Modstander         | Metode                     | Arrangement                            | Dato               | Omgang | Tid  | Sted                                  | Noter                                   |
| -------- | ----- | ------------------ | -------------------------- | -------------------------------------- | ------------------ | ------ | ---- | ------------------------------------- | --------------------------------------- |
| Sejr     | 1-0   | Gard Olve Sagen    | TKO (slag)                 | IRFA 14                                | 26. maj 2018       | 2      | n/a  | Uppsala, Sverige                      | Catchweight 176 lb / 80 kg              |
| Sejr     | 2-0   | Ole Magnor         | Submission (rear-naked)    | Fight Club Rush 3                      | 18. august 2018    | 1      | 4:23 | Västerås, Sverige                     | Mellemvægtdebut                         |
| Sejr     | 3-0   | Marko Kisič        | TKO (slag)                 | Brave CF 18 - Mineiro vs. Selwady      | 16. november 2018  | 1      | 3:12 | Manama, Bahrain                       | Welterweight                            |
| Sejr     | 4-0   | Sidney Wheeler     | TKO (Submission (slag)     | Brave CF 20 - Chimaev vs. Sidney       | 22. december 2018  | 1      | 0:35 | Hyderabad, Indien                     | Middleweight                            |
| Sejr     | 5-0   | Ikram Aliskerov    | KO (slag)                  | Brave CF 23 - Pride & Honor            | 19. april 2019     | 1      | 2:26 | Amman, Jordan                         | Welterweight. KO of the Night           |
| Sejr     | 6-0   | Mzwandile Hlongwa  | Teknisk submission (brabo) | Brave CF 27 - Abdoul vs. Jarrah 2      | 4. oktober 2019    | 2      | 1:15 | Abu Dhabi, Forenede Arabiske Emirater |                                         |
| Sejr     | 7-0   | John Phillips      | Submission (brabo)         | UFC on ESPN: Kattar vs Ige             | 15. juli 2020      | 2      | 1:12 | Abu Dhabi, Forenede Arabiske Emirater | Mellemvægt. Performance of the Night.   |
| Sejr     | 8-0   | Rhys McKee         | TKO (slag)                 | UFC on ESPN: Whittaker vs. Till        | 25. juli 2020      | 1      | 3:09 | Abu Dhabi, Forenede Arabiske Emirater | Welterweight. Performance of the Night. |
| Sejr     | 9-0   | Gerald Meerschaert | KO (slag)                  | UFC Fight Night: Covington vs. Woodley | 19. september 2020 | 1      | 0:17 | Las Vegas, NV, USA                    | Middleweight. Performance of the Night. |

## Amatør MMA rekordliste
| Resultat | Facit | Modstander     | Metode                  | Arrangement       | Dato               | Omgang | Tid  | Sted                 | Noterr |
| -------- | ----- | -------------- | ----------------------- | ----------------- | ------------------ | ------ | ---- | -------------------- | ------ |
| Sejr     | 1-0   | Khaled Laallam | Submission (d'arce)     | Fight Club Rush 1 | 10. september 2017 | 2      | 2:06 | Västerås, Sverige    |        |
| Sejr     | 2-0   | Danijel Grbic  | Submission (guillotine) | Kaisho Battle 14  | 18. november 2017  | 2      | 2:20 | Helsingborg, Sverige |        |
| Sejr     | 3-0   | Adnan Music    | TKO                     | Nordic Warrior 3  | 14. april 2018     | 1      | 0:57 | Nyköping, Sverige    |        |